# Turkiet i olympiska sommarspelen 1996
Turkiet deltog i de olympiska sommarspelen 1996 och tog totalt 6 medaljer varav 4 guld.

## Medaljörer
| Medalj | Namn              | Sport         | Gren                            |
| ------ | ----------------- | ------------- | ------------------------------- |
| 1      | Mahmut Demir      | Brottning     | Supertungvikt fristil           |
| 1      | Hamza Yerlikaya   | Brottning     | Mellanvikt grekisk-romersk stil |
| 1      | Halil Mutlu       | Tyngdlyftning | 56 kg                           |
| 1      | Naim Süleymanoğlu | Tyngdlyftning | 64 kg                           |
| 2      | Malik Beyleroğlu  | Boxning       | Mellanvikt                      |
| 3      | Mehmet Akif Pirim | Brottning     | Fjädervikt grekisk-romersk stil |

## Boxning
Lätt flugvikt
- Yaşar Giritli
  1. Första omgången — Förlorade mot Somrot Kamsing (Thailand) på poäng (4-19)

Bantamvikt
- Soner Karagöz
  1. Första omgången — Förlorade mot István Kovács (Ungern), 3-15

Fjädervikt
- Serdar Yağlı
  1. Första omgången — Förlorade mot Josian Lebon (Mauritius), 8-9

Lättvikt
- Vahdettin İşsever
  1. Första omgången — Förlorade mot Hocine Soltani (Algeriet), 2-14

Lätt weltervikt
- Nurhan Süleymanoğlu
  1. Första omgången — Besegrade Aboubacar Diallo (Guinea), 21-5
  2. Andra omgången — Förlorade mot Héctor Vinent (Kuba), 1-23

Weltervikt
- Çahit Sürme
  1. Första omgången — Förlorade mot Oleg Saitov (Ryssland), 1-11

Mellanvikt
- Malik Beyleroğlu → Silver
  1. Första omgången — Bye
  2. Andra omgången — Besegrade Zsolt Erdel (Ungern), 9-8
  3. Kvartsfinal — Besegrade Tomasz Borowski (Polen), 16-12
  4. Semifinal — Besegrade Mohamed Bahari (Algeriet), 11-11 (domarbeslut)
  5. Final — Förlorade mot Ariel Hernández (Kuba), 3-11

Lätt tungvikt
- Yusuf Öztürk
  1. Första omgången — Förlorade mot Pedro Aurino (Italien), 7-15

## Bågskytte
Damernas individuella
- Elif Altankaynak → Bronsmatch, 4:e plats (4-2)
- Natalia Nasaridze → Sextondelsfinal, 21:a plats (1-1)
- Elif Eksi → 32-delsfinal, 47:e plats (0-1)

Herrarnas individuella
- Okyay Kucukkayalar → 32-delsfinal, 59:e plats (0-1)

Damernas lagtävling
- Altankaynak, Nasaridze och Eksi → Bronsmatch, 4:e plats (2-1)

## Friidrott
Herrarnas tiokamp
- Alper Kasapoglu
  - Slutligt resultat — 7575 poäng (→ 29:e plats)

Damernas spjutkastning
- Aysel Taş
  - Kval — 57,86m (→ gick inte vidare)

Damernas maraton
- Serap Aktaş — 2:36,14 (→ 23:e plats)

## Tyngdlyftning
Nio tyngdlyftare i åtta viktklasser tävlade för Turkiet i sommarspelen 1996.
| Tävlande           | Viktklass | Ryck  | Stöt  | Total | Placering |
| ------------------ | --------- | ----- | ----- | ----- | --------- |
| Halil Mutlu        | 54 kg     | 132,5 | 155,0 | 287,5 | 1         |
| Hafız Süleymanoğlu | 59 kg     | 135,0 | 0     | -     | DNF       |
| Naim Süleymanoğlu  | 64 kg     | 147,5 | 187,5 | 335,0 | 1         |
| Mücahit Yağcı      | 64 kg     | 135,0 | 167,5 | 302,5 | 7         |
| Ergün Batmaz       | 70 kg     | 150,0 | 175,0 | 325,0 | 11        |
| Mehmet Yılmaz      | 76 kg     | 157,5 | 0     | -     | DNF       |
| Dursun Sevinç      | 83 kg     | 165,0 | 197,5 | 362,5 | 7         |
| Sunay Bulut        | 91 kg     | 177,5 | 212,5 | 390,0 | 4         |
| Erdinç Aslan       | +108 kg   | 170,0 | 227,5 | 397,5 | 11        |